# Najdziksze serca
Najdziksze serca lub Isobel: Romans na Dalekiej północy (Isobel: A Romance of the Northern Trail, wyd. także jako The icebound hearts) – powieść przygodowa napisana przez amerykańskiego pisarza Jamesa Olivera Curwooda w 1913 roku. Akcja rozgrywa się w Kanadzie w pobliżu Zatoki Hudsona.

## Streszczenie fabuły
Sierżant MacVeigh z Królewskiej Policji Konnej stacjonuje w odludnym Point Fullerton, gdzie bezskutecznie poszukuje zbiega, Scottiego Deane’a. Kiedy jego towarzysz Pelliter zapada na chorobę samotności, MacVeigh wyrusza po lekarstwa do Fortu Churchill.
Po drodze natrafia na kobietę ciągnącą sanie z ciałem zmarłego męża. To Isobel, która postanowiła pochować ukochanego wśród swojego ludu. Poruszony jej oddaniem, MacVeigh pomaga jej, choć nie zna jeszcze całej prawdy. Isobel, jak się okazuje, jest żoną Scottiego Deane’a, którego MacVeigh ścigał. Między sierżantem a kobietą rodzi się uczucie, wystawione na próbę, gdy prawda wychodzi na jaw. MacVeigh staje przed moralnym dylematem – między lojalnością wobec prawa a ludzkim współczuciem.

## Polskie wydania
- Najdziksze serca, tłum. Jerzy Marlicz (wersja skrócona)[1], wyd. bez daty (zapewne ok. 1930)[2], wyd. 3 1948[3], potem kolejne.
- Isobel: Romans na Dalekiej Północy, tłum. Sebastian Czarnecki, Warszawa 2025[4]